# Erich Claunigk
Erich Claunigk (* 1. Januar 1900 in Berlin; † 14. November 1976 in Grünwald) war ein deutscher Kameramann.
Nach seiner Laborausbildung in einem Kopierwerk 1918 war er zunächst Standfotograf und Kameraassistent. Längere Zeit arbeitete er als untergeordneter Kameramann bei Dokumentarfilmen, erst ab Mitte der 1930er Jahre fungierte er als Chefkameramann bei abendfüllenden Spielfilmen.
Sein Metier waren meist Filmkomödien. Nach 1945 begann er mit Heinz Rühmanns Produktion Die kupferne Hochzeit, danach drehte er noch einige Filme mit Rühmann als Hauptdarsteller. Außer für zahlreiche harmlose Komödien und Musikfilme der 1950er und 1960er Jahre stand Claunigk ein einziges Mal bei einer zeitkritischen Arbeit hinter der Kamera: 1959 nahm er unter Regisseur Wolfgang Staudte dessen Satire Rosen für den Staatsanwalt auf.

## Filmografie
| - 1928: Großfeuer! Menschenleben in Gefahr! - 1934: Het meisje met de blauwe hoed - 1935: Pole Poppenspäler - 1936: Das Paradies der Pferde - 1936: Die unheimliche Helene - 1936: Die fremde Hand - 1936: Hummel – Hummel - 1936: Drei tolle Tage - 1937: Besuch in der Abendstunde - 1937: Herkules - 1937: Der Musikant von Dornburg - 1937: Ball im Metropol - 1938: Die Moritat vom Biedermann - 1938: Das verlorene Lächeln - 1938: Blinder Eifer schadet nur - 1939: Das Ekel - 1939: Drei wunderschöne Tage - 1940: Fahrt ins Leben - 1941: Ins Grab kann man nichts mitnehmen - 1942: Anuschka - 1943: Johann - 1943: Die unheimliche Wandlung des Axel Roscher - 1943: Der dunkle Tag - 1943: Liebeskomödie - 1943: Das Lied der Nachtigall - 1944: Es fing so harmlos an - 1944: Es lebe die Liebe - 1944: Ein Mann wie Maximilian - 1944/49: Liebesheirat - 1944/49: Philine - 1945: Wo ist Herr Belling? - 1948: Die kupferne Hochzeit - 1949: Das Geheimnis der roten Katze - 1949: Die drei Dorfheiligen - 1949: Ich mach dich glücklich - 1950: Der Theodor im Fußballtor - 1950: Ich mach dich glücklich - 1950: Glück aus Ohio - 1950: Gute Nacht, Mary - 1951: Eine Frau mit Herz - 1951: Die Tat des Anderen | - 1951: Mein Freund, der Dieb - 1951: Das Geheimnis einer Ehe - 1951: In München steht ein Hofbräuhaus - 1952: Einmal am Rhein - 1953: Straßenserenade - 1953: Fanfaren der Ehe - 1953: Salto Mortale - 1953: Die Junggesellenfalle - 1954: Columbus entdeckt Krähwinkel - 1955: Meine Kinder und ich - 1955: Drei Tage Mittelarrest - 1955: Der doppelte Ehemann - 1955: Drei Mädels vom Rhein - 1956: Ich und meine Schwiegersöhne - 1956: Ein Herz schlägt für Erika - 1956: Die Stimme der Sehnsucht - 1956: Saison in Oberbayern - 1956: Wo die Lerche singt - 1957: Frauenarzt Dr. Bertram - 1957: Zwei Bayern im Harem - 1957: Lemkes sel. Witwe - 1957: Die verpfuschte Hochzeitsnacht - 1958: Der Pauker - 1958: Blitzmädels an die Front - 1958: Hoppla, jetzt kommt Eddie - 1959: Liebe auf krummen Beinen - 1959: Hula-Hopp, Conny - 1959: Drillinge an Bord - 1959: Rosen für den Staatsanwalt - 1959: Arzt aus Leidenschaft - 1960: Conny und Peter machen Musik - 1960: Der Jugendrichter - 1960: Das schwarze Schaf - 1961: Frau Irene Besser - 1961: Der Hochtourist - 1961: Ach Egon! - 1962: Er kann’s nicht lassen - 1963: Meine Tochter und ich - 1964: Vorsicht Mister Dodd |